# Skioptikon

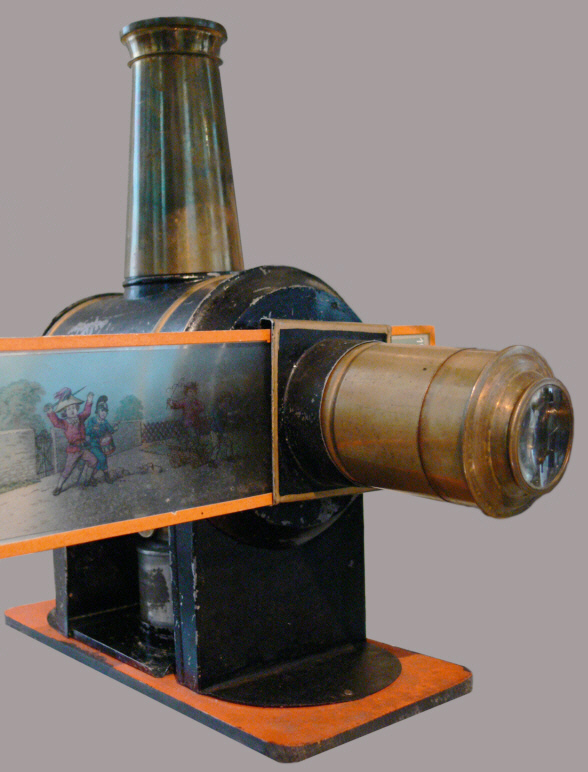
Laterna magica.

Skioptikon (grekiskan skia, skugga, och optikos, "som hör till synen")  eller diaskop är en projektor för genomskinliga bilder och föregångare till diaprojektorn.
Ett skioptikon består av en ljuskälla – till exempel en glödlampa eller, vanligare vid kraftigare apparater, en båglampa eller en acetylengaslåga – en konkav spegel och kondensorlinser som samlar ljuset från ljuskällan, någon slags hållare för den transparenta bilden och ett projektionsobjektiv. Bilden projiceras på en skärm. 
Laterna magica latin, troll-lykta, är en äldre, mera primitiv form av skioptikon.
I sitt verk Magiae Naturalis (1558) beskriver Giambattista della Porta denna anordning. Under 1600-talet byggdes olika typer av laterna magica genom att man lät en ljusstråle belysa en målad glasskiva som på detta sätt projicerade bilden på en vägg.

## Bilder

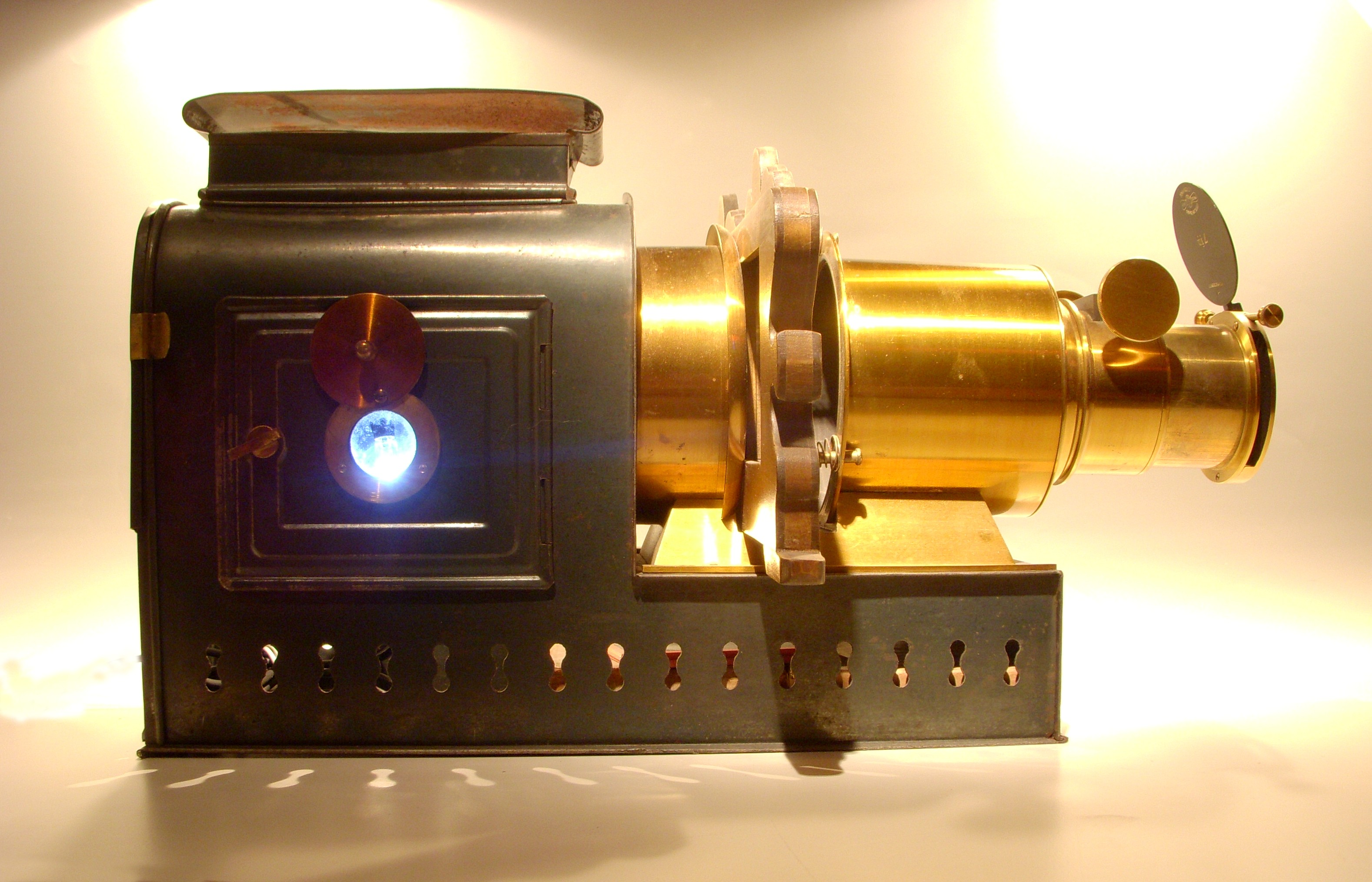
Skioptikon
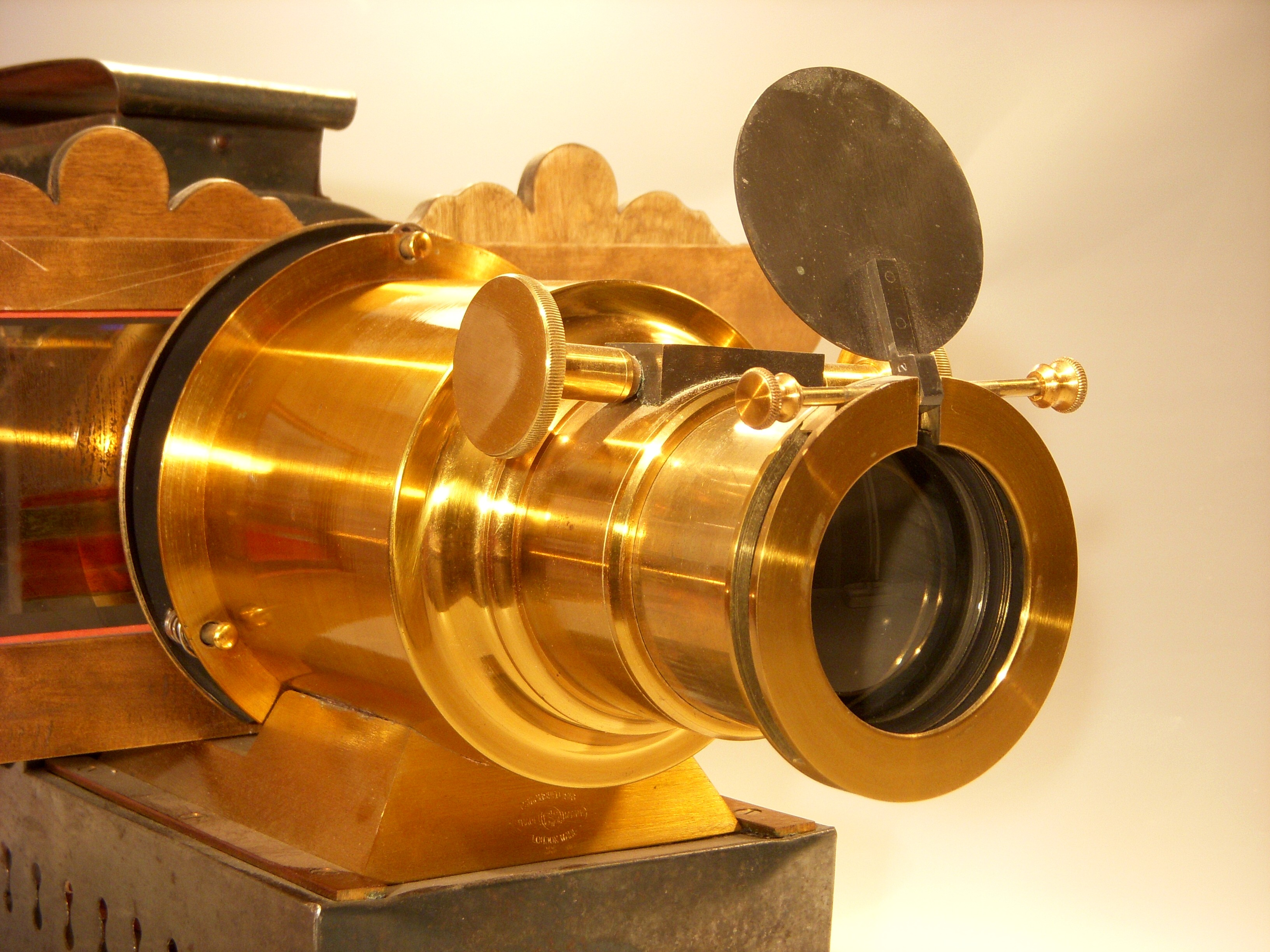
Detalj
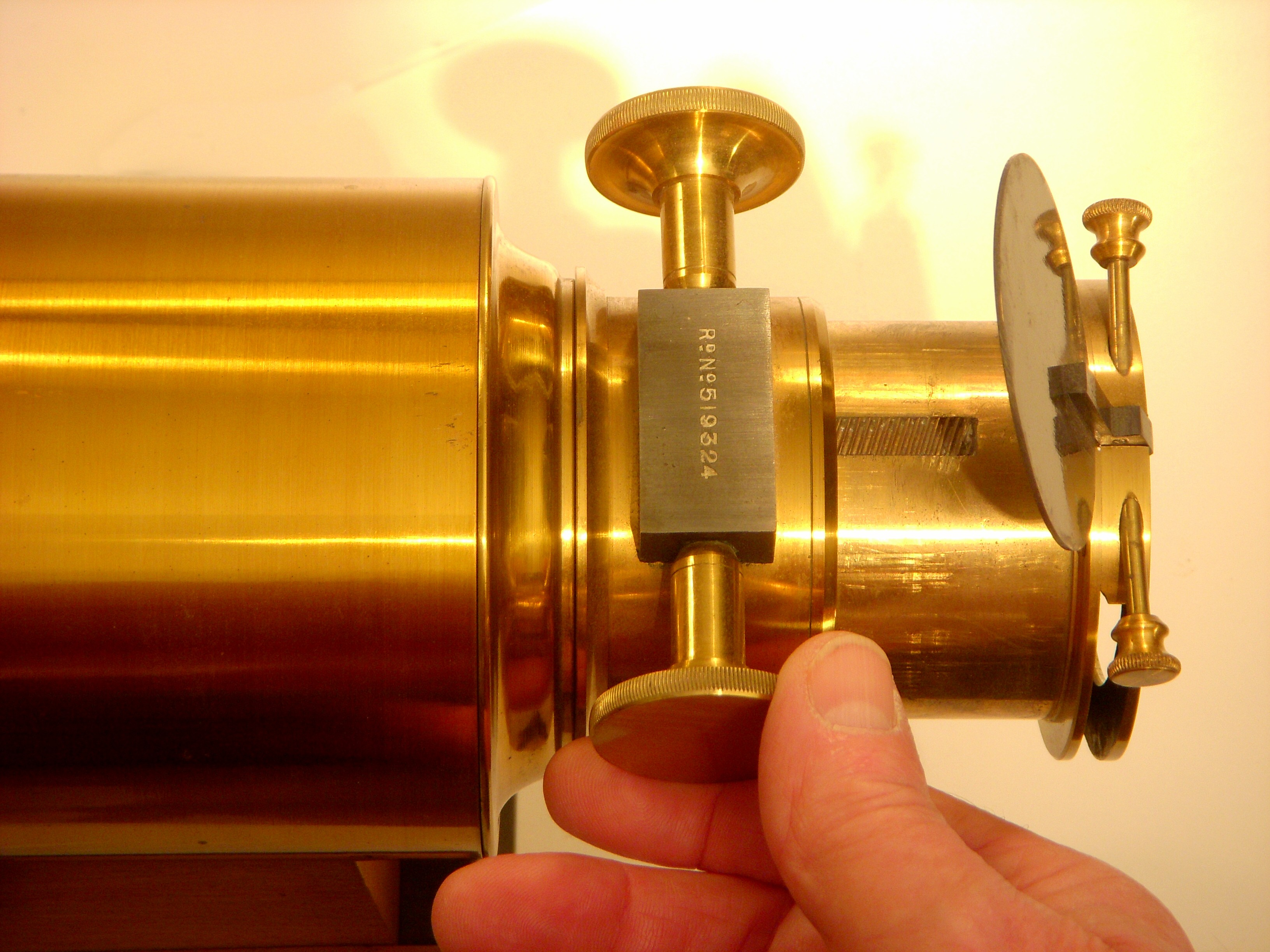
Detalj
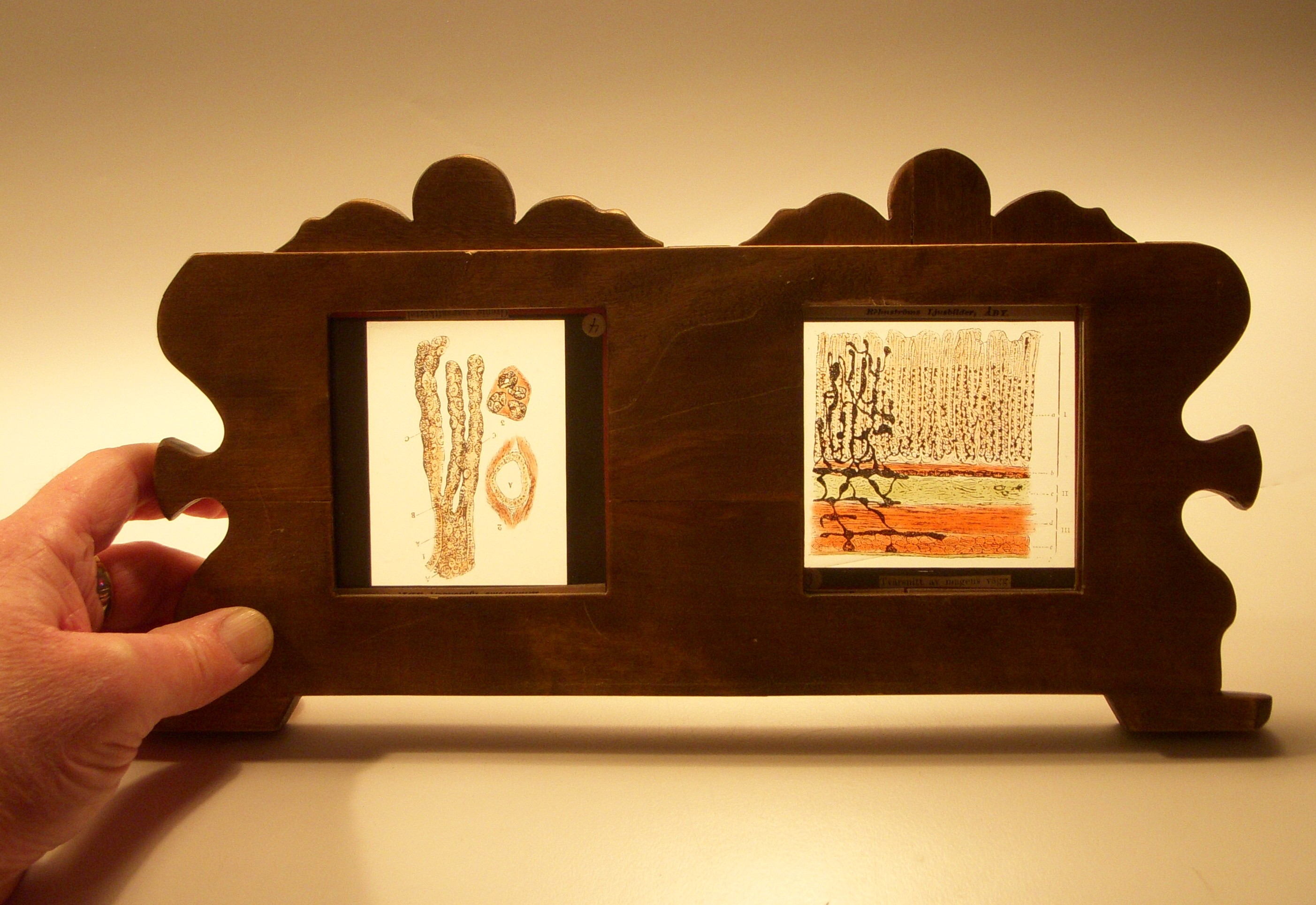
Bildhållare